# Пітові
Пітові (Pittidae) — родина невеликих птахів ряду горобцеподібних (Passeriformes).

## Опис
Довжина тіла від 15 до 30 см, вага — від 40 до 200 г. Тіло округле, ноги довгі, хвіст короткий; дзьоб сильний, прямий. Характерне дуже яскраве забарвлення, що поєднує насичені відтінки синього, жовтого, червоного, блакитного, зеленого, чорного та інших кольорів. У деяких видів самці і самиці відрізняються в забарвленні (самиці більш бліді), у інших же вони однакові.

## Поширення
42 види пітових поширені у тропіках Старого Світу; переважна ж більшість їх живе в Південній і Південно-Східній Азії.

## Спосіб життя
Ведуть піти денний спосіб життя, збираючи свій корм — комах, черв'яків та інших безхребетних, зрідка дрібних хребетних — на землі, в лісовій підстилці. Пересуваються переважно по-горобиному — стрибками; сполохані птахи злітають на дерева і затаюються. Ночують також на деревах. Більшість видів осілі, деякі роблять сезонні міграції (причому летять звичайно вночі). Гніздяться на землі в чагарниках або на невеликих деревах, споруджуючи кулеподібне гніздо з гілочок з входом збоку. У кладці 3-5 яєць.

## Охорона
До Червоної Книги МСОП занесено 13 видів родини. Найменш чисельною є піта чорночерева (Hydrornis gurneyi): чисельність її оцінюється менш ніж у 100 особин і з причини вирубок лісів, де проживає вид, поступово зменшується. З 1952 птах вважався вимерлим, але в 1986 р. відкритий знов.

## Види
Erythropitta
- Erythropitta kochi (Brüggemann, 1876) – піта лусонська
- Erythropitta erythrogaster (Temminck, 1823) – піта червоночерева
- Erythropitta dohertyi (Rothschild, 1898) – піта сулайська
- Erythropitta celebensis (Müller & Schlegel, 1845) – піта сулавеська
- Erythropitta palliceps (Brüggemann, 1876) – піта сіауська
- Erythropitta caeruleitorques (Salvadori, 1876) – піта сангізька
- Erythropitta rubrinucha (Wallace, 1862)
- Erythropitta rufiventris (Heine, 1860) – піта північномолуцька
- Erythropitta meeki (Rothschild, 1898) – піта луїзіадська
- Erythropitta novaehibernicae (Ramsay, 1878)
- Erythropitta macklotii (Temminck, 1834)
- Erythropitta arquata (Gould, 1871) – піта червоноголова
- Erythropitta granatina (Temminck, 1830) – піта гранатова
- Erythropitta venusta (Müller, 1836) – піта суматранська
- Erythropitta ussheri (Gould, 1877) – піта сабаганська
- Erythropitta gazellae (Neumann, 1908)
- Erythropitta splendida (Mayr, 1955)

Hydrornis
- Hydrornis phayrei — піта вухата
- Hydrornis nipalensis — піта непальська
- Hydrornis soror — піта синьогуза
- Hydrornis oatesi — піта руда
- Hydrornis schneideri — піта рудоголова
- Hydrornis caeruleus — піта велика
- Hydrornis baudii — піта борнейська
- Hydrornis cyaneus — піта синя
- Hydrornis elliotii — піта зелена
- Hydrornis guajanus — піта синьохвоста
- Hydrornis irena
- Hydrornis schwaneri
- Hydrornis gurneyi — піта чорночерева

Pitta — піта
- Pitta sordida — піта чорноголова
- Pitta maxima — піта-велетень
- Pitta superba — піта королівська
- Pitta steerii — піта лазурова
- Pitta angolensis — піта ангольська
- Pitta reichenowi — піта зеленовола
- Pitta brachyura — піта короткохвоста
- Pitta nympha — піта китайська
- Pitta moluccensis — піта синьокрила
- Pitta megarhyncha — піта мангрова
- Pitta elegans — піта жовтоброва
- Pitta versicolor — піта-крикун
- Pitta anerythra — піта чорнощока
- Pitta iris — піта австралійська
- Pitta concinna
- Pitta vigorsii